# Retenez-moi... ou je fais un malheur !
Pour plus de détails, voir Fiche technique et Distribution.
Retenez-moi… ou je fais un malheur est un film français réalisé par Michel Gérard et sorti en 1984.

## Synopsis
Le policier américain Jerry Logan débarque à Strasbourg pour voir son ex, Marie-Christine, remariée à Laurent Martin, un représentant en articles ménagers. L’activité de ce dernier dissimule en fait un trafic d’œuvres d’art et Jerry va, à son insu, être utilisé comme contrebandier. C’est sans compter sur sa maladresse qui va bouleverser les plans de Laurent…

## Fiche technique
- Titre : Retenez-moi… ou je fais un malheur
- Réalisation : Michel Gérard
- Scénario : Michel Gérard, David Milhaud, Jean-François Navarre
- Musique : Vladimir Cosma
- Direction de la photographie : Jean Monsigny
- Assistants-réalisation : Christian Fuin, Xavier De Cassan
- Ingénieur du son : Bruno Charier
- Montage : Gérard Le Dû
- Chorégraphie : David Di Nota
- Décors : Philippe Ancellin, Gérard Viard
- Costumes : Sylvie Gluck
- Coordinateur des combats et des cascades : Claude Carliez et son équipe
- Pays de production :  France
- Langues de tournage : anglais, français
- Année de tournage : 1983
- Producteurs délégués : Michel Gérard, Pierre Kalfon
- Producteur associé : Georges Chappedelaine
- Directeur de production : Raphaël Caussimon
- Sociétés de production : Coline Films, Gaumont, Imacité, Les Productions Marcel Dassault, TF1 Films Productions
- Distributeur d’origine : Gaumont Distribution
- Format : couleur — 35 mm — son monophonique
- Genre : comédie
- Durée : 95 minutes
- Dates de sortie : France 11 janvier 1984

## Distribution
- Jerry Lewis (VF : Roger Carel) : Jerry Logan
- Michel Blanc : Laurent Martin
- Charlotte de Turckheim : Marie-Christine Martin
- Laura Betti : Carlotta Batticelli
- Michel Peyrelon : Franz
- Philippe Castelli : le brigadier
- Mylène Demongeot : la femme sur le banc
- Gérard Hérold : Jean-Benoît
- Bernard Charlan : le vigile
- Jacques Legras : le chef d’orchestre
- Max Montavon : le régisseur
- Pierre Olaf : le metteur en scène
- Maurice Risch : Farett
- Jackie Sardou : l’ouvreuse
- Dominique Zardi
- David di Nota : un danseur

## Autour du film
- En 1984, Jerry Lewis n'avait accepté de tourner en France dans ce film et Par où t'es rentré ? On t'a pas vu sortir réalisé par Philippe Clair qu'à la condition expresse qu'ils ne soient jamais distribués sur le marché américain.